# Gratia sororculaenadinae
Gratia sororculaenadinae is een haft uit de familie Baetidae. De wetenschappelijke naam van de soort is voor het eerst geldig gepubliceerd in 1992 door Thomas.
De soort komt voor in het Oriëntaals gebied.